# Jud Larson
Eugene Wesley „Jud“ Larson (* 21. Januar 1923 in Grand Prairie, Texas; † 11. Juni 1966 in Reading, Pennsylvania) war ein US-amerikanischer Autorennfahrer.

## Karriere
Jud Larson fuhr zwischen 1951 und 1965 in 51 Rennen der AAA/USAC-National-Serie, von denen er fünf gewinnen konnte. 1958 belegte er den vierten Platz in der Meisterschaft.
Er startete in seiner Karriere zweimal bei den 500 Meilen von Indianapolis, die von 1950 bis 1960 als Weltmeisterschaftslauf der Formel 1 gewertet wurden. Bei seinem ersten Start 1958 erreichte er auf einem Watson-Offenhauser in derselben Runde wie der Sieger Jimmy Bryan den achten Rang. 1959, diesmal auf einem Kurtis Kraft-Offenhauser, schied er in der 45. Runde durch einen Unfall aus.
1966 kam er bei einem Sprintcar-Rennen in Reading ums Leben.

## Statistik

### Indy-500-Ergebnisse
| Jahr | Startnr. | Start | Qual (km/h) | Ergebnis | Runden | Führung | Ausfall         |
| ---- | -------- | ----- | ----------- | -------- | ------ | ------- | --------------- |
| 1952 | 39       | DNQ   |             |          |        |         |                 |
| 1953 | 96       | DNQ   |             |          |        |         |                 |
| 1957 | 25       | DNQ   |             |          |        |         |                 |
| 1958 | 44       | 19    | 230,936     | 8        | 200    | 0       |                 |
| 1959 | 52       | DNQ   |             |          |        |         |                 |
| 1959 | 7        | 19    | 228,973     | 29       | 45     | 0       | Unfall          |
| 1964 | 85       | DNQ   |             |          |        |         |                 |
| 1965 | 15       | DNQ   |             |          |        |         | Trainingsunfall |

| Legende  | Legende            | Legende                                                          |
| Farbe    | Abkürzung          | Bedeutung                                                        |
| -------- | ------------------ | ---------------------------------------------------------------- |
| Gold     | –                  | Sieg                                                             |
| Silber   | –                  | 2. Platz                                                         |
| Bronze   | –                  | 3. Platz                                                         |
| Grün     | –                  | Platzierung in den Punkten                                       |
| Blau     | –                  | Klassifiziert außerhalb der Punkteränge                          |
| Violett  | DNF                | Rennen nicht beendet (did not finish)                            |
| Violett  | NC                 | nicht klassifiziert (not classified)                             |
| Rot      | DNQ                | nicht qualifiziert (did not qualify)                             |
| Rot      | DNPQ               | in Vorqualifikation gescheitert (did not pre-qualify)            |
| Schwarz  | DSQ                | disqualifiziert (disqualified)                                   |
| Weiß     | DNS                | nicht am Start (did not start)                                   |
| Weiß     | WD                 | zurückgezogen (withdrawn)                                        |
| Hellblau | PO                 | nur am Training teilgenommen (practiced only)                    |
| Hellblau | TD                 | Freitags-Testfahrer (test driver)                                |
| ohne     | DNP                | nicht am Training teilgenommen (did not practice)                |
| ohne     | INJ                | verletzt oder krank (injured)                                    |
| ohne     | EX                 | ausgeschlossen (excluded)                                        |
| ohne     | DNA                | nicht erschienen (did not arrive)                                |
| ohne     | C                  | Rennen abgesagt (cancelled)                                      |
| ohne     | keine WM-Teilnahme |                                                                  |
| sonstige | P/fett             | Pole-Position                                                    |
| sonstige | 1/2/3/4/5/6/7/8    | Punktplatzierung im Sprint-/Qualifikationsrennen                 |
| sonstige | SR/kursiv          | Schnellste Rennrunde                                             |
| sonstige | *                  | nicht im Ziel, aufgrund der zurückgelegten Distanz aber gewertet |
| sonstige | ()                 | Streichresultate                                                 |
| sonstige | unterstrichen      | Führender in der Gesamtwertung                                   |